# Macrothele simplicata
Macrothele simplicata is een spinnensoort uit de familie Macrothelidae. De soort komt voor in Taiwan.